# Ibn Bassal
Ibn Bassal (arabisch ابن بصال, DMG Ibn Baṣṣāl), eigentlich Abū ʿAbd Allāh Muḥammad ibn Ibrāhīm ibn Baṣṣāl aṭ-Ṭulayṭulī, war ein Agronom und Botaniker des 11. Jahrhunderts in Toledo und Sevilla.
Ibn Bassal ist bekannt als Verfasser eines Buchs über Landwirtschaft, Dīwān al-filāḥa. Noch zu Lebzeiten erschien eine gekürzte Fassung (Kitāb al-qaṣd wa-l-bayān). Das Buch hat keine Bezüge zu älteren Autoren und beruht auf den Erfahrungen von Ibn Bassal. Es beschreibt rund 180 Kulturpflanzen.
Über ihn persönlich ist wenig bekannt. Er wurde Mitte des 11. Jahrhunderts in Toledo geboren und unternahm weite Reisen (Pilgerfahrt nach Mekka, Sizilien, Ägypten, Syrien, möglicherweise bis Persien, Irak, Jemen, Abessinien, Nordindien). Vor dem Fall von Toledo an die Christen zog er nach Sevilla, wo er für den Herrscher al-Mu'tamid einen botanischen Garten schuf. Sein Werk wurde im 13. Jahrhundert ins Kastilische übersetzt.

## Ausgaben seines Hauptwerks
- Josep Maria Millàs Vallicrosa: La traducción castellana del ‘Tratado de Agricultura’ de Ibn Baṣṣāl’. Al‑Andalus, Band 13, 1948, S. 347–430. Nachdruck in F. Sezgin (Hrsg.): Agriculture. Texts and Studies 5 (Natural Sciences in Islam 24). Frankfurt: Institut für Geschichte der Arabisch‑Islamischen Wissenschaften. 2001
  - Faksimile-Ausgabe herausgegeben von E. García, J. E. Hernández Bermejo, Sevilla 1995
- J. M. Millás Vallicrosa, M. Aziman (Hrsg., Übersetzer ins Spanische): Ibn Baṣṣāl, Muhammad ibn Ibrāhīm: Kitāb al-qaṣd wa’l-bayān. Libro de Agricultura. Tetuan: Instituto Muley El Hassan 1955